# ملیادینو سان ویتاله
ملیادینو سان ویتاله (به ایتالیایی: Megliadino San Vitale) یک کومونه در ایتالیا است که در استان پادووا واقع شده‌است.

## خصوصیات
ملیادینو سان ویتاله ۱۵٫۱ کیلومترمربع مساحت و ۲٬۰۰۲ نفر جمعیت دارد و ۱۲ متر بالاتر از سطح دریا واقع شده‌است.